# Color secundari
Un color secundari és el color que es forma per la barreja de dos colors primaris, en parts iguals.
Antigament, la teoria dels pigments era restringida a la pintura. Els antics pintors ja feien barreges abans de la ciència moderna dels colors, i els matisos usats fins aleshores eren pocs. En el sistema de color RYB, que empra la teoria del color de Leonardo da Vinci, els colors secundaris són els següents:
- Verd - format per blau i groc
- Taronja - format per groc i vermell
- Violat (o vermell) - format per blau i vermell

Modernament, però, es consideren dos casos de classificació dels colors: l'additiu (o lluminós) i el sostractiu (o reflectiu), ja que el sistema RYB no representa, de fet, tots els colors percebuts per l'ull humà. Els colors primaris en un cas són secundaris en un altre, i viceversa.
En el cas additiu (model de color RGB), usat en fonts de llum, els colors secundaris són:
- Cian - format per blau i verd
- Magenta - format per blau i vermell
- Groc - format per vermell i verd

En el cas sostractiu (model de color CMY), usat en impressió gràfica, els colors secundaris són:
- Vermell  - format per magenta i groc
- Verd - format per cian i groc
- Blau - format per cian i magenta